# Nimshuscheid
Nimshuscheid är en kommun och ort i Eifelkreis Bitburg-Prüm i förbundslandet Rheinland-Pfalz i Tyskland.
Kommunen ingår i kommunalförbundet Verbandsgemeinde Prüm tillsammans med ytterligare 43 kommuner.